# Begonia rhodophylla
Espèce
Synonymes
- Begonia guishanensis S. H. Huang & Y. M. Shui (préféré par GRIN)[2]
- Begonia rhodophylla C. Y. Wu[2]

Begonia rhodophylla est une espèce de plantes de la famille des Begoniaceae.
Elle a été décrite en 1995 par Cheng Yih Wu (1916-2013).